# Parapoliops grioti
Parapoliops grioti là một loài ruồi trong họ Tachinidae.